# Драга Гавриловић
Драга или Драгиња Каролина Гавриловић (Српска Црња 14. март 1854 — Српска Црња, 25. фебруар 1917) била је српска књижевница, педагог и преводилац. Прва је српска приповедачица и романсијерка. Њено дело Девојачки роман иж 1889. године сматра се првим женским романом код Срба.

## Биографија
Рођена је у Српској Црњи, 14. марта 1854. у угледној трговачкој породици, од мајке Милке и оца Милана, као најстарије од осморо деце. Имала је још пет сестара и два брата, од којих је двоје рано умрло.
Отац је једно време радио као школски управитељ. У кући је, исто као и њене сестре и браћа говорила српски, мађарски и немачки језик, стекла солидно музичко и књижевно образовање и била упозната са књижевним дешавањима.
Као одлична ученица је завршила четворогодишњу основну школу 1865. у Новом Саду, после чега се вратила у родно место и посветила се кућним пословима, као што су то налагали тадашњи обичаји. Захваљујући покрету Уједињене омладине српске, која је покренула тему о школовању девојака и девојчица, године 1871. донесена је Уредба о Вишим девојачким школама, којом су девојке стекле право на редовно школовање у Учитељској школи у Сомбору. Драга је припадала једној од првих генерација девојака, које су студирале у Учитељској школи у Сомбору (1875—1978). Због крхког здравља, током школовања је доста одсуствовала са наставе и није успела да постигне одличан успех.
Од 1888 до 1911. је радила као учитељица у Српској Црњи, а једно краће време у Зајечару. Учествовала је у омладинском покрету и радила је на просвећивању сеоских жена. Према сведочанствима људи из Српске Црње, који су је познавали, била је права народна учитељица.
Књижевношћу је почела да се бави одмах по завршетку школовања. Писала је песме, приповетке, хумореске, приче и романе. Такође је преводила текстове са немачког и мађарског језика. Њена прва песма, о смрти Ђуре Јакшића је објављена у новосадском „Јавору”. У истом часопису је објавила и прве приповетке, у облику фељтона у 11 наставака. У кикиндском часопису „Садашњост” је објављивала значајне полемичке текстове и књижевне радове, посебно приповетке „Мисли у позоришту”, „Недеља пред избор кметова на селу” и „Слике из живота". Њени радови су објављени и у листовима „Стармали”, „Невен”, „Нови Требевић”, „Орао”, „Босанска вила”, као и „Hacfelder Zeitung” на немачком.
У њена обимнија дела спадају приповетке „Из учитељског живота” (1884) и „Двојачки роман” (1889), који су излазили у наставцима. „Двојачки роман” обилује аутобиографским елементима. Роман је изашао у часопису „Јавор”, пошто су га претходно уредници „Садашњости” одбили, јер су га сматрали преобимним. Због „Девојачког романа” Драга се сматра првим женским српским романописцем. Према списку пронађеном у њеној заоставштини, који је сама начинила, објавила је укупно тринаест приповедака, неколико чланака и неколико дечјих песама, док су необјављени и засад изгубљени, остали рукописи „Сеоског романа”, као и неколико приповедака и чланака на српском и немачком језику.
Често је своје радове објављивала под псеудонимом или се потписавала као „једна учитељица”, „једна народна учитељица” или „твоја искрена другарица”. Најчешће је писала о положају и животу жена, а њене главне јунакиње већином су биле учитељице, књижевнице, глумице, паметне и бунтовне девојке или старије неудате жене. Њена нескривено феминистичка, односно хуманистичка проза је критиковала патријархалан модел друштва и улогу жене у друштву и суочавала читаоце са митовима о односу српског друштва према женама. Заговарала је промену патријахалног модела друштвв јер производи терор у породици, браку, школству, свештенству књижевности и култури уопште. Сматрала је да критика друштва доприноси његовом напредовању, али није наишла на подршку. Године 1900. године, у листу „Садшњост” је објавила свој последњи текст, који није потписала. Том приликом је објаснила да ће престати да објављује своје радове због недостатка поштовања и увреда које је доживела.
Никада се није удала и није имала деце. Била је крхког здравља, од 1893. је боловала од туберкулозе. Како је због болести, од 1909. често одсуствовала са посла, пензионисана је.
Умрла је у родном месту и тамо је сахрањена, у породичној гробници.
Једна улица у Српској Црњи носи назив у њену част.
Њена дела за живота су се појављивала искључиво у периодици, нису штампана у облику засебних књига, све до 1990. када су објављена њена „Сабрана дела”, у две књиге.